# José Octavio Sosa
José Octavio Sosa Manterola (Ciudad de México, 3 de febrero de 1962) es un historiador e investigador musical autodidacta. Hijo del tenor coprimario José Sosa Esquivel. Fue integrante del Coro Infantil del Departamento de Música del INBA entre 1971-1972. Es medio hermano del cantante fallecido de música romántica José José.
Se ha desempeñado en puestos públicos como Bibliotecario del Coro del Teatro de Bellas Artes (1985-1988) y Jefe de personal de la misma agrupación (1988-1990), Coordinador musical de la Compañía Nacional de Ópera del Instituto Nacional de Bellas Artes (1990-1991), Coordinador de la Ópera de Morelia en 1990, Asistente escénico en el Festival Cultural Sinaloa (1989-1990), Jefe de personal (1993-1996) y Gerente artístico de la Orquesta del Teatro de Bellas Artes (1996-2001), Subdirector artístico de la Compañía Nacional de Ópera del Instituto Nacional de Bellas Artes y director general de la Ópera de Bellas Artes de febrero de 2012 a mayo de 2013.
Ha colaborado como articulista en las revistas Artes Escénicas, Conservatorianos, Pro-Ópera, Amigos de Bellas Artes, Revista médica de arte y cultura, Solar y Biblioteca de México y para los programas de mano de actividades del Instituto Nacional de Bellas Artes, la UNAM, Orquesta Sinfónica de Guanajuato y la Universidad Autónoma de Guadalajara, así como en los periódicos Excélsior –suplemento “Arena”-, Unomásuno y suplemento “Sábado”, Reforma y suplemento “El Ángel”, El Universal –suplemento “Confabulario”, Rumbo de México y La Crónica de Hoy.
Ha publicado los siguientes libros: 
- Dos Siglos de Ópera en México, en dos volúmenes (SEP, 1988).
- La ópera en Guadalajara (Secretaría de Cultura de Jalisco, 1994, reeditado en 2002).
- Ópera en Bellas Artes (CONACULTA-INBA, 1999).
- 70 años de ópera en el Palacio de Bellas Artes (INBA-CONACULTA, 2004).
- Diccionario de la ópera mexicana (INBA-CONACULTA, 2006).
- José Antonio Alcaraz. A través de sus textos (CONACULTA, 2009).
- Orquesta del Teatro de Bellas Artes, 1955-2010 (INBA, 2010).
- La ópera de la Independencia a la Revolución (INBA, 2010).
- Tiempos de ópera. Crónica del Teatro Esperanza Iris, 1918-2011 (GDF, 2012).

Participó, junto con Ernesto de la Peña, Manuel Yrízar, Gabriela de la Vega y Guillermo Saldaña, en el libro La ópera mexicana, 1805-2002 (Joaquín Porrúa, 2003) y en México, su apuesta por la cultura, en el apartado de música (Grijalbo, Proceso, UNAM, 2003). 
Ha colaborado en la realización de biografías para los libros:
- Manuel Salazar, Por las rutas del tenor, de Julio Molina Siverio (Disegraf, San José de Costa Rica, 1998).
- Maria Callas, La Divina, de José Félix Patiño Restrepo (Santafé de Bogotá, Colombia, 2000).
- Leonard Warren, American Baritone, de Mary Jane Phillips-Matz (Amadeus Press, Portland, Oregon, 2000).
- Hipólito Lázaro. O Paradiso! de Miquel Pérez García (Témenos edicions, 2012).

Ha sido parte del jurado calificador del Concurso Nacional de Canto Carlo Morelli, Miembro de la Comisión de Selección de Ópera Prima de Canal 22, jurado en los concursos Internacional de Canto Sinaloa, Internacional Teatro Colón e Iberoamericano Irma González.
Fue Coordinador del Acervo Sonoro del Palacio de Bellas Artes (2009-2011), además de productor artístico de los discos de la colección memorias sonoras del Palacio de Bellas Artes, dedicados a la contralto [[Belén Amparán]] y el tenor David Portilla. 
En 2006 recibió el Premio de la Unión Mexicana de Cronistas de Teatro y Música por su labor en la investigación operística nacional.
De mayo de 2013 a mayo de 2019 fue el Coordinador Ejecutivo del Estudio de la Ópera de Bellas Artes.